# Epipsilia
Epipsilia é um gênero de traça pertencente à família Arctiidae.